# Daniel Samek
Daniel Samek (* 19. února 2004 Hradec Králové) je český profesionální fotbalista, který hraje na pozici středního záložníka za český klub SK Artis Brno a za český národní tým do 20 let.

## Klubová kariéra

### Hradec Králové
S fotbalem Samek začínal v Hradci Králové, odkud již ve svých čtrnácti letech přestoupil do pražské Slavie.

### Slavia Praha
Do A-týmu Slavie nakoukl již ve svých 17 letech, a to 3. března 2021 v pohárovém utkání proti Slavii Karlovy Vary, v zápase odehrál posledních 20 minut. Svůj ligový debut si připsal 23. května 2021 proti Jablonci, proti kterému odehrál 79 minut.
Pro sezonu 2021/22 byl zařazen do A-týmu a začal pravidelně nastupovat. Nastoupil také na posledních 22 minut domácího zápasu předkola Evropské ligy proti Legii Warszawa. 22. srpna 2021 svým premiérovým gólem a asistencí přispěl k vysoké ligové výhře 4:0 nad Baníkem Ostrava. Samek nastoupil také do 6 utkání Konferenční ligy, kde se Slavií došel až do čtvrtfinále, kde vypadli s nizozemským Feyenoordem. Samek v sezóně 2021/22 nastoupil do 28 soutěžních zápasů, v nichž vstřelil 3 branky.

### Lecce
Ke konci července roku 2022 přestoupil ze Slavie do italského klubu US Lecce. Sezónu 2022/23 strávil v týmu do 19 let; odehrál 36 utkání v italské Primaveře. V lednu 2023 byl vyhlášen nejlepším českým starším dorostencem.
V podzimní části sezóny 2023/24 byl Samek několikrát na lavičce náhradníků v zápase A-týmu v Serii A. V A-týmu Lecce neodehrál Samek ani minutu.

#### Hradec Králové (hostování)
V srpnu 2024 se Samek vrátil zpátky do Hradce Králové, do českého prvoligového klubu zamířil na roční hostování s opcí.

## Reprezentační kariéra
Samek je od roku 2018 českým mládežnickým reprezentantem.